# 手拉手
《手拉手》（韓語：/Son-e Son Japgo，又译为《心手相连》）是1988年汉城奥运会的主题曲。全曲由英语所写，以一句韩语“阿里郎”作为结尾，反映出韩国“寂静的清晨之国”形象。
《手拉手》由意大利作曲家乔吉奥·莫罗德尔作曲，美国人汤姆·怀特洛克作词，西德宝丽金唱片公司推广，韩国组合高丽亚那演唱，同时有演员18000人合唱，开幕式时全场8万多人同唱《手拉手》。发布后这首歌的磁带和唱片销售了约900万张，进入30多个国家最受欢迎歌曲排行榜的前10名。
韩国政府担心这首完全由外国人作词并谱曲的英文歌曲会引发当时民主化运动的大学生“抵制奥运”，所以在推出这首歌的同时推出了全韩文歌词的版本，韩文歌词由当时的奥组委常务委员金文焕撰写，不过在这首歌发布后获得了一致的好评，被广泛传唱。前国际奥委会主席萨马兰奇建议将《手拉手》作为奥运的「永久会歌」。這也是韓國MBC偶像明星運動會會歌。2016年8月15日被 I.O.I 翻唱，在2017年1月15日錄製的第13屆MBC偶像明星運動會改為播出翻唱版，可是 I.O.I 在1月29日解散，節目在1月30日播出。

## 榜单表现

### 周榜
| 榜单（1988）                   | 最高位 |
| ------------------------------ | ------ |
| 奥地利 (Kent Music Report)     | 98     |
| 奥地利（Ö3四十强单曲榜）       | 7      |
| 丹麦 (IFPI)                    | 3      |
| 欧洲 (Eurochart Hot 100)       | 4      |
| 芬兰 (Suomen virallinen lista) | 21     |
| 挪威（世道單曲榜）             | 1      |
| 葡萄牙 (AFP)                   | 3      |
| 瑞典（瑞典最熱榜）             | 1      |
| 瑞士（瑞士热门音乐榜）         | 1      |
| 西德（GfK娱乐榜单）            | 1      |

### 年榜
| 榜单                          | 排名 |
| ----------------------------- | ---- |
| 欧洲 (Eurochart Hot 100)      | 4    |
| 瑞士 (Schweizer Hitparade)    | 3    |
| 西德 (Official German Charts) | 21   |

## 翻唱版本
粵語版本為由李明珠及黃翊合唱的《一呼百應》，以及亞視煙花照萬家巨星獻禮結尾演繹的同名粵語歌曲。
國語版本由譚詠麟主唱《心手相連》同名國語歌曲。
中國大陸的中國廣播音像出版社也同期推出中英文對照的《手拉手》黑膠唱片和磁帶，由大陸知名歌手成方圓，劉歡，王衛華，高琦臨時組合演唱。
2010年起成爲《偶像明星運動會》的開場曲，由群星合唱。

## 参看
- 汉城奥运会
- 《永远的朋友》